# Águas Belas
Águas Belas  este un oraș în Pernambuco (PE), Brazilia. 